# Echinophryne
Echinophryne är ett släkte av fiskar. Echinophryne ingår i familjen Antennariidae.
Kladogram enligt Catalogue of Life:
| Echinophryne | \| \| Echinophryne crassispina \| \| \| \| \| \| Echinophryne mitchellii \| \| \| \| \| \| Echinophryne reynoldsi \| \| \| \| |
|              | \| \| Echinophryne crassispina \| \| \| \| \| \| Echinophryne mitchellii \| \| \| \| \| \| Echinophryne reynoldsi \| \| \| \| |
|              | Allenichthys |
|              | |
|              | Antennarius |
|              | |
|              | Antennatus |
|              | |
|              | Histiophryne |
|              | |
|              | Histrio |
|              | |
|              | Kuiterichthys |
|              | |
|              | Lophiocharon |
|              | |
|              | Nudiantennarius |
|              | |
|              | Phyllophryne |
|              | |
|              | Rhycherus |
|              | |
|              | Tathicarpus |
|              | |
|              | Echinophryne crassispina |
|              | |
|              | Echinophryne mitchellii |
|              | |
|              | Echinophryne reynoldsi |
|              | |

|  | Echinophryne crassispina |
|  |                          |
|  | Echinophryne mitchellii  |
|  |                          |
|  | Echinophryne reynoldsi   |
|  |                          |